# Pals in Peril
Pour plus de détails, voir Fiche technique et Distribution.
Pals in Peril est un film américain réalisé par Richard Thorpe, sorti en 1927.

## Synopsis
Bill et Shorty, deux cow-boys, sont mis en prison pour s'être battus avec Blackie, un employé de Luther Fox. Le shérif propose de les libérer s'ils travaillent pour Fox, et ils acceptent. Ils vont découvrir un complot, organisé par fox et le shérif, destiné à voler le bétail de la famille Bassett. Ils arriveront à récupérer le bétail et à attraper les bandits. De plus Bill trouvera le bonheur avec Mary Bassett.

## Fiche technique
- Titre original : Pals in Peril
- Réalisation : Richard Thorpe
- Scénario : Frank L. Inghram[1]
- Photographie : Ray Ries
- Production : Lester F. Scott Jr.
- Société de production : Action Pictures
- Société de distribution : Pathé Exchange
- Pays de production :  États-Unis
- Langue originale : anglais
- Format : noir et blanc — 35 mm — 1,37:1 — Film muet
- Genre : Western
- Durée : 5 bobines
- Date de sortie :
  - États-Unis : 26 juin 1927

## Distribution
- Jay Wilsey : Bill Gordon
- George Ovey : Shorty Gilmore
- Edward Hearn : Blackie Burns
- Robert Homans : le shérif Kipp
- Bert Lindley : Luther Fox
- Olive Hasbrouck : Mary Bassett
- Harry Belmour : Hank Bassett
- Raye Hampton : Mme Bassett